# 都バス路線案内
都バス路線案内（とバスろせんあんない）は東京都交通局が発行する、都営バスなどに関する案内冊子である。愛称は「みんくるガイド」。

## 概要
毎年4月に発行。2001年から「みんくるガイド」と愛称がついた。2007年からはPASMO・Suicaでの利用案内が掲載されるようになり、内容やレイアウトがリニューアルされた。大きさはA1判で、3段×8列で折り目が入っており、コンパクトに折りたためるようになっている。都営バス各営業所、都営地下鉄各駅で無料配布されているほか、郵送でも取り寄せることができる。2011年からは都営バスのホームページからもPDFファイルでダウンロードできるようになった。

## 内容

### 表面
- 表紙
- 都バス路線一覧表（系統番号の数字順、「都」「虹」などの文字は並び順には考慮されない）
- 深夜バス「ミッドナイト25」の案内
- 多摩地域の路線案内
  - バス路線図
  - 路線一覧表
  - のりば案内図（青梅駅、河辺駅、東大和市駅）
- 地下鉄路線図
- 都バス定期券・一日乗車券等発売場所一覧表
- IC乗車券の利用案内
  - IC乗車券の利用方法
  - 都バスIC一日乗車券
  - 都バスIC定期券
  - 乗継割引
  - バス利用特典サービス
- 都バスグッズ・みんくるグッズの案内
- 都バス運賃表
  - 普通運賃
  - 定期運賃
  - 都バス・都電・都営地下鉄・日暮里・舎人ライナー連絡定期運賃
  - 都営バス環境定期券制度
- 乗車券の案内
  - 都バス定期券
  - 都バス一日乗車券
  - 都営まるごときっぷ
- 都バス運行情報サービス
- 都バス営業所・支所一覧

### 裏面
- 23区路線図
- のりば案内図（池袋駅、新宿駅、渋谷駅、品川駅、田町駅、三田駅、新橋駅、王子駅、とうきょうスカイツリー駅、押上駅、浅草駅、東京駅、門前仲町駅、錦糸町駅、東陽町駅、豊洲駅、西葛西駅、葛西駅、亀戸駅、船堀駅、一之江駅）

路線図はバス停名を単に線で結んだものではなく、白地図上に全てのバス停の位置と名前、運行経路が記されている。また、主な観光地なども地図上に記されている。
リニューアル前までは多摩地域の案内は掲載されていなかった。